# TuS 97 Bielefeld-Jöllenbeck
Der TuS 97 Bielefeld-Jöllenbeck ist ein Handballverein aus dem Bielefelder Stadtteil Jöllenbeck. Er wurde 1997 durch eine Fusion der Handballabteilungen des TuS Jöllenbeck und des SC Bielefeld 04/26 begründet. Zum 30. Juni 2020 verließ der SC Bielefeld 04/26 den Verein wieder. Heimspielstätte ist die Sporthalle der Realschule Jöllenbeck. Der Verein ist bekannt für seine Jugendarbeit. Diese wurde 2004 mit dem Grünen Band der Dresdner Bank prämiert.
Die erste Männermannschaft spielt seit dem Abstieg im Jahre 2024 in der fünftklassigen Oberliga Westfalen. Fünf Jahre gehörte der TuS 97 der seinerzeit drittklassigen Regionalliga West bzw. Nord an und nahm viermal am DHB-Pokal teil. Die erste Damenmannschaft spielt seit dem Aufstieg im Jahre 2021 in der viertklassigen Oberliga Westfalen und schaffte zwei Jahre später den Aufstieg in die 3. Liga. Darüber hinaus qualifizierte sich die Mannschaft einmal für den DHB-Pokal der Frauen.

## Die Stammvereine

### TuS Jöllenbeck

Vereinswappen des TuS Jöllenbeck

Der TuS Jöllenbeck wurde am 15. November 1945 als gemeinsamer Nachfolger des 1897 gegründeten Turnverein Einigkeit Jöllenbeck, dem Turnverein Eichenkranz Jöllenbeck und des 1930 gegründeten Verein für Rasenspiele Jöllenbeck gegründet. Die handballerischen Wurzeln liegen beim TV Einigkeit, der im Jahre 1924 eine entsprechende Abteilung gründete. Vier Jahre später zog der TV Eichenkranz nach, bevor dieser im Jahre 1933 durch die Nationalsozialisten verboten wurde. Der VfR Jöllenbeck hingegen war ein reiner Fußballverein.
Erfolgreichster Stammverein war der TV Einigkeit, der im Jahre 1938 nach einem 15:9-Sieg im Entscheidungsspiel gegen den TV Weidenau in die seinerzeit erstklassige Gauliga Westfalen aufstieg. Ein Jahr später wurden die Jöllenbecker Staffelsieger und verloren das Endspiel um die Westfalenmeisterschaft gegen den PSV Recklinghausen mit 6:9. Die Feldhandballmannschaft des TuS Jöllenbeck stieg 1971 in die Oberliga Westfalen auf und schaffte zwei Jahre später den Sprung in die Regionalliga West. 1975 wurden die Spielklassen im Feldhandball aufgelöst, als die Jöllenbecker Tabellenletzter wurden.
Ebenfalls 1973 schaffte die Mannschaft in der Halle erstmals den Aufstieg in die Oberliga Westfalen, stieg aber nach zwei Jahren wieder ab und musste 1982 die Verbandsliga nach unten verlassen. Nach dem Wiederaufstieg gelang im Jahre 1993 der erneute Aufstieg in die Oberliga Westfalen nach einem Entscheidungsspielsieg über den FC Schalke 04. Als Tabellendritter der Saison 1996/97 gelang dem TuS am grünen Tisch der Aufstieg in die Regionalliga, nachdem der Pulheimer SC seine Mannschaft aus der Regionalliga zurückzog.
Die A-Junioren wurden 1964 gegen den SV Westerholt und 1993 gegen den Soester TV Westfalenmeister. Mit Hartmut Kania brachte der TuS Jöllenbeck einen späteren Nationalspieler und mit Ralf Bruelheide einen Bundesligaspieler hervor. Umgekehrt spielte mit Heiko Bonath ein ehemaliger DDR-Nationalspieler später für den TuS Jöllenbeck. Joachim Tobias absolvierte im Oktober 1975 ein Länderspiel für die Jugendnationalmannschaft.

Stammbaum des TuS 97 Bielefeld-Jöllenbeck

### SC Bielefeld 04/26
Der SC Bielefeld 04/26, im Volksmund schlicht SCB genannt, entstand im Jahre 1972 durch die Fusion der Vereine TuS 04 Sudbrack und Grün-Weiß Bielefeld. Die Wurzeln der Handballabteilung liegen jedoch beim Arbeiterturnverein Frisch Auf Sudbrack zu finden, die sich nach ihrem Verbot durch die Nationalsozialisten dem SV Grün-Weiß anschlossen und in der Gauliga spielten. Nach dem Zweiten Weltkrieg wurde der TuS 04 Sudbrack als Nachfolger von Frisch Auf gegründet und stürmten in den 1960er und 1970er Jahren binnen zehn Jahren von der Kreis- in die Verbandsliga hinauf. Im Jahre 1994 stiegen die SCB-Handballer in die drittklassige Regionalliga West auf und verpassten als Fünfter der Nordstaffel in den Spielzeiten 1994/95 sowie 1995/96 nur knapp die Aufstiegsrunde zur 2. Bundesliga. In der Saison 1996/97 wurden die Bielefelder jedoch nur Vorletzter und stiegen aus der Regionalliga ab.

## Herrenmannschaft

### Nach der Fusion (1997 bis 2004)
Gleich in der ersten Saison nach der Fusion erreichte der TuS 97 als Dritter der Nordgruppe die Aufstiegsrunde zur 2. Bundesliga. Über die Stationen DJK Unitas Haan und HC 93 Bad Salzuflen erreichte die Mannschaft das Endspiel, wo die Jöllenbecker der HSG Mülheim-Kärlich/Bassenheim sowohl im Hin- als auch im Rückspiel mit jeweils einem Tor unterlag. Ein Jahr später scheiterte der TuS 97 im Halbfinale an der Ahlener SG, ehe in der Saison 1999/2000 im Viertelfinale gegen den TuS Niederpleis Endstation war. Gleichzeitig qualifizierten sich die Jöllenbecker erstmals für den DHB-Pokal, wo die Mannschaft in der ersten Runde dem Zweitligisten SG VfL/BHW Hameln unterlag.
Zur Saison 2000/01 wurden die Jöllenbecker in die Regionalliga Nord versetzt, wo die Mannschaften nur Mittelfeldpositionen belegte. Im DHB-Pokal 2000/01 unterlag der TuS 97 in der ersten Runde dem Zweitlisten 1. SV Concordia Delitzsch. Ein Jahr später besiegten die Bielefelder in der ersten Runde den 1. VfL Potsdam und scheiterten in Runde zwei dem Bundesligisten TBV Lemgo. Im Sommer 2002 fusionierte der TuS 97 mit dem Zweitligisten TSG Bielefeld zur HSG 02 Bielefeld. Der Zusammenschluss brachte keinen Erfolg. Die HSG stieg in der Saison 2002/03 als Tabellenletzter ab und konnten in der folgenden Regionalligasaison 2003/04 nur mit Mühe den Klassenerhalt sichern. Aufgrund interner Querelen verließ der TuS 97 die HSG wieder und musste in der Verbandsliga neu beginnen.

### Neubeginn (2004 bis 2016)
Nach einer Vizemeisterschaft hinter dem HC TuRa Bergkamen gelang dem TuS 97 im Jahre 2006 mit 51:1 Punkten der Aufstieg in die Oberliga Westfalen. Dort wurde die Mannschaft auf Anhieb Vizemeister hinter der HSG Handball Lemgo II. Es folgten dritte Plätze in den Jahren 2008, 2009 und 2011. Jedes Mal allerdings mit großem Rückstand zum jeweiligen Meister. Zwischendurch nahm der TuS 97 in der Saison 2008/09 am DHB-Pokal teil. Nach Siegen über den TSV Ellerbek und die HSG Hohn/Elsdorf zog die Mannschaft in die dritte Runde ein und traf dort auf den Bundesligisten VfL Gummersbach. Die Gummersbacher gewannen das Spiel mit 34:21.
In der Saison 2012/13 wurden die Jöllenbecker unter Trainer Walter Schubert dann erneut Vizemeister, dieses Mal hinter der SG Schalksmühle-Halver. Zwischenzeitlich hütete mit Jörg-Uwe Lütt ein ehemaliger deutscher Nationalspieler das Jöllenbecker Tor. Nach einer verkorsten Saison 2015/16 stiegen die Jöllenbecker in die Verbandsliga ab. Am letzten Spieltag vergab der TuS 97 bei den Sportfreunden Loxten aus Versmold eine Fünf-Tore-Führung und verlor schließlich mit 31:32. Der Konkurrent HSG Gevelsberg/Silschede gewann sein Spiel gegen die zweite Mannschaft des TuS Ferndorf und zog nach Punkten mit den Jöllenbeckern gleich. Da Jöllenbeck den direkten Vergleich gegen Gevelsberg/Silschede verlor, musste der TuS 97 absteigen.

### Gegenwart (seit 2016)
Doch bereits in der folgenden Saison 2016/17 schafften die Jöllenbecker den direkten Wiederaufstieg, kämpften danach aber stets um den Klassenerhalt. Die Saison 2019/20 wurde wegen der COVID-19-Pandemie abgebrochen. Da der Abstieg ausgesetzt wurde, verblieb der auf dem vorletzten Platz liegende TuS 97 in der Oberliga. Zum 30. Juni 2020 verließ der SC Bielefeld 04/26 den Verein wieder, nachdem nur noch acht Mitglieder des SCB aktiv im TuS 97 Handball spielten. Zwei Jahre später stiegen die Jöllenbecker erneut in die Verbandsliga ab, schafften aber in der folgenden Saison 2022/23 den direkten Wiederaufstieg. Nach nur einem Jahr stiegen die Jöllenbecker wieder ab.

### Saisonbilanzen Herren
Grün unterlegte Platzierungen kennzeichnen einen Aufstieg, rot unterlegte einen Abstieg.
| Saisonbilanzen 1997 bis 2012 |                               |                        |                        |                        |
| Spielzeit                    | Liga                          | Level                  | Platz                  | Punkte                 |
| 1997/98                      | Regionalliga West, Gr. Nord   | III                    | 03.                    | 34:14                  |
| 1998/99                      | Regionalliga West, Gr. Nord   | III                    | 02.                    | 34:18                  |
| 1999/2000                    | Regionalliga West, Gr. Nord   | III                    | 04.                    | 28:24                  |
| 2000/01                      | Regionalliga Nord             | III                    | 06.                    | 33:27                  |
| 2001/02                      | Regionalliga Nord             | III                    | 10.                    | 27:33                  |
| 2002/03                      | siehe HSG 02 Bielefeld        | siehe HSG 02 Bielefeld | siehe HSG 02 Bielefeld | siehe HSG 02 Bielefeld |
| 2003/04                      | siehe HSG 02 Bielefeld        | siehe HSG 02 Bielefeld | siehe HSG 02 Bielefeld | siehe HSG 02 Bielefeld |
| 2004/05                      | Verbandsliga Westfalen, St. 1 | V                      | 02.                    | 41:11                  |
| 2005/06                      | Verbandsliga Westfalen, St. 1 | V                      | 01.                    | 51:01                  |
| 2006/07                      | Oberliga Westfalen            | IV                     | 02.                    | 43:09                  |
| 2007/08                      | Oberliga Westfalen            | IV                     | 03.                    | 37:15                  |
| 2008/09                      | Oberliga Westfalen            | IV                     | 03.                    | 37:19                  |
| 2009/10                      | Oberliga Westfalen            | IV                     | 09.                    | 22:30                  |
| 2010/11                      | Oberliga Westfalen            | IV                     | 03.                    | 42:14                  |
| 2011/12                      | Oberliga Westfalen            | IV                     | 08.                    | 26:30                  |

| Saisonbilanzen seit 2012 |                               |       |                   |                   |
| Spielzeit                | Liga                          | Level | Platz             | Punkte            |
| 2012/13                  | Oberliga Westfalen            | IV    | 02.               | 34:18             |
| 2013/14                  | Oberliga Westfalen            | IV    | 05.               | 29:23             |
| 2014/15                  | Oberliga Westfalen            | IV    | 07.               | 26:26             |
| 2015/16                  | Oberliga Westfalen            | IV    | 13.               | 16:36             |
| 2016/17                  | Verbandsliga Westfalen, St. 1 | V     | 01.               | 43:09             |
| 2017/18                  | Oberliga Westfalen            | IV    | 11.               | 20:32             |
| 2018/19                  | Oberliga Westfalen            | IV    | 12.               | 17:35             |
| 2019/20                  | Oberliga Westfalen            | IV    | 13.               | 08:30             |
| 2020/21                  | Oberliga Westfalen            | IV    | Saison annulliert | Saison annulliert |
| 2021/22                  | Oberliga Westfalen, St. 1     | IV    | 05.               | 12:16             |
| 2021/22                  | Abstiegsrunde                 | IV    | 14.               | 17:15             |
| 2022/23                  | Verbandsliga Westfalen, St. 1 | V     | 01.               | 35:05             |
| 2023/24                  | Oberliga Westfalen            | IV    | 14.               | 05:47             |
| 2024/25                  | Oberliga Westfalen            | V     | 06.               | 28:24             |

### Spiele im DHB-Pokal
Grün unterlegte Ergebnisse kennzeichnen einen Sieg der Jöllenbecker, rot unterlegte eine Niederlage.
| Saison    | Runde    | Partie                                   | Ergebnis                                 |                                          |
| --------- | -------- | ---------------------------------------- | ---------------------------------------- | ---------------------------------------- |
| 1999/2000 | 1. Runde | Jöllenbeck – SG VfL/BHW Hameln           | 19:29                                    |                                          |
| 2000/01   | 1. Runde | Jöllenbeck – 1. SV Concordia Delitzsch   | 32:33                                    |                                          |
| 2001/02   | 1. Runde | 1. VfL Potsdam – Jöllenbeck              | 29:30                                    |                                          |
| 2001/02   | 2. Runde | Jöllenbeck – TBV Lemgo                   | 18:31                                    |                                          |
| 2002/03   | –        | Jöllenbeck verzichtete auf die Teilnahme | Jöllenbeck verzichtete auf die Teilnahme | Jöllenbeck verzichtete auf die Teilnahme |
| 2008/09   | 1. Runde | Jöllenbeck – TSV Ellerbek                | 41:24                                    |                                          |
| 2008/09   | 2. Runde | Jöllenbeck – HSG Hohn/Elsdorf            | 48:36                                    |                                          |
| 2008/09   | 3. Runde | Jöllenbeck – VfL Gummersbach             | 21:34                                    |                                          |

### Weitere Herrenmannschaften
Nach Aufstiegen in den Saisons 2006/07 und 2013/14 spielte die zweite Herrenmannschaft in der fünftklassigen Verbandsliga Westfalen. Im Jahre 2016 stieg die Jöllenbecker Reserve als Tabellenletzter wieder in die Landesliga ab. In der Saison 2021/22 tritt die dritte Herrenmannschaft in der Bezirksliga an. Die vierte und fünfte Herrenmannschaften spielen jeweils in der Kreisliga A.

## Frauenmannschaft

### Geschichte
Die erste Frauenmannschaft schaffte 2010 den Aufstieg in die Verbandsliga Westfalen. Vier Jahre später gelang dann erstmals in der Vereinsgeschichte der Sprung in die Oberliga Westfalen. Platz sieben in der Aufstiegssaison 2014/15 war dabei der größte Erfolg der Vereinsgeschichte. Doch die Mannschaft konnte das Niveau nicht halten und musste im Jahre 2017 wieder in die Verbandsliga absteigen. Vier Jahre später gelang der Wiederaufstieg in die Oberliga. Im Jahre 2022 gelang der größte Erfolg der Vereinsgeschichte, als die Jöllenbeckerinnen den Westfalenpokal gewannen. Im Finalturnier schlug der von Kai Bierbaum trainierte TuS 97 zunächst den ASC 09 Dortmund mit 36:29 und dann Vorwärts Wettringen mit 24:23. Damit qualifizierte sich die Mannschaft erstmals für den DHB-Pokal, wo die Jöllenbeckerinnen in der ersten Runde auf den Zweitligisten 1. FSV Mainz 05 trafen. Die Mainzerinnen gewannen das Spiel mit 31:22. In der Saison 2022/23 sicherten sich die von Heiko Ruwe trainierten Jöllenbeckerinnen die Meisterschaft und stiegen in die 3. Liga auf. In der Saison 2023/24 führte Ruwe das Team auf Platz vier. Zur folgenden Saison 2024/25 übernahm Uwe Landwehr das Traineramt.

### Saisonbilanzen Frauen
Grün unterlegte Platzierungen kennzeichnen einen Aufstieg, rot unterlegte einen Abstieg. Ältere Saisondaten liegen nicht vor.
| Saisonbilanzen 2010 bis 2019 |                               |       |       |        |
| Spielzeit                    | Liga                          | Level | Platz | Punkte |
| 2010/11                      | Verbandsliga Westfalen, Gr. 1 | V     | 09.   | 16:28  |
| 2011/12                      | Verbandsliga Westfalen, Gr. 1 | V     | 03.   | 28:12  |
| 2012/13                      | Verbandsliga Westfalen, Gr. 1 | V     | 03.   | 26:18  |
| 2013/14                      | Verbandsliga Westfalen, Gr. 1 | V     | 01.   | 32:12  |
| 2014/15                      | Oberliga Westfalen            | IV    | 07.   | 26:26  |
| 2015/16                      | Oberliga Westfalen            | IV    | 11.   | 24:36  |
| 2016/17                      | Oberliga Westfalen            | IV    | 13.   | 15:37  |
| 2017/18                      | Verbandsliga Westfalen, Gr. 1 | V     | 07.   | 19:25  |
| 2018/19                      | Verbandsliga Westfalen, Gr. 1 | V     | 05.   | 26:18  |

| Saisonbilanzen seit 2019 |                               |       |                   |                   |
| Spielzeit                | Liga                          | Level | Platz             | Punkte            |
| 2019/20                  | Verbandsliga Westfalen, Gr. 1 | V     | 03.               | 21:09             |
| 2020/21                  | Verbandsliga Westfalen, Gr. 1 | V     | Saison annulliert | Saison annulliert |
| 2021/22                  | Oberliga Westfalen, St. 1     | IV    | 05.               | 13:15             |
| 2021/22                  | Abstiegsrunde                 | IV    | 09.               | 20:08             |
| 2022/23                  | Oberliga Westfalen, St. 1     | IV    | 01.               | 24:04             |
| 2022/23                  | Aufstiegsrunde                | IV    | 01.               | 16:04             |
| 2023/24                  | 3. Liga, St. Nord-West        | III   | 04.               | 24:20             |
| 2024/25                  | 3. Liga, St. Nord             | III   | 08.               | 19:25             |

### Spiele im DHB-Pokal
Grün unterlegte Ergebnisse kennzeichnen einen Sieg der Jöllenbecker, rot unterlegte eine Niederlage.
| Saison  | Runde    | Partie                       | Ergebnis |
| ------- | -------- | ---------------------------- | -------- |
| 2022/23 | 1. Runde | Jöllenbeck – 1. FSV Mainz 05 | 22:31    |

### Weitere Mannschaften
Die zweite Frauenmannschaft tritt in der Saison 2021/22 in der Landesliga an während die dritte und vierte Frauenmannschaft jeweils in der Kreisliga spielen. In der Saison 2018/19 wurden die B-Juniorinnen westfälischer Vizemeister hinter Borussia Dortmund. Das Rückspiel im Jöllenbeck sahen 750 Zuschauer. Dadurch qualifizierte sich die Mannschaft per Wildcard für die deutsche Meisterschaft der B-Juniorinnen. Dort verlor die Mannschaft jedoch in der Qualifikationsrunde bei der Turnerschaft St. Tönis mit 19:28.

## Spielstätten

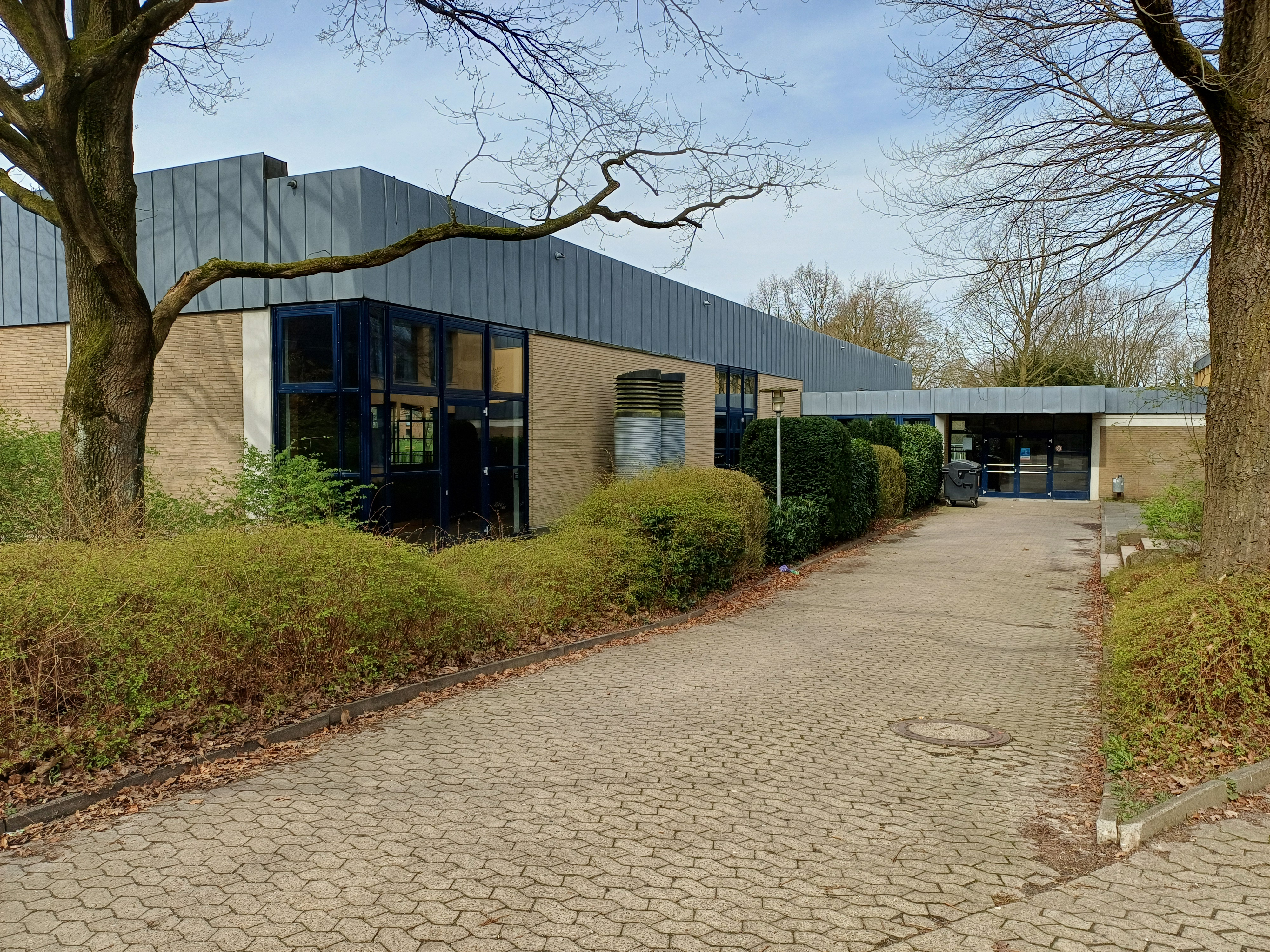
Sporthalle der Realschule Jöllenbeck

Hauptspielstätte ist die Sporthalle der Realschule Jöllenbeck an der Dörpfeldstraße, die Platz für bis zu 1200 Zuschauern bietet. Neben einer festen Tribüne auf der Eingangsseite verfügt die Halle über eine Teleskoptribüne auf der gegenüberliegenden Seite. Ebenfalls in der Halle befindet sich mit dem TimeOut das Vereinsheim des TuS 97 Bielefeld-Jöllenbeck. Die Halle wurde im September 1973 eröffnet. Am 30. November 1993 wurde die Halle durch einen Brand vollständig zerstört. Der Neubau der Halle wurde im Jahre 1996 eröffnet. Des Weiteren werden in Jöllenbeck die Halle 2 der Realschule Jöllenbeck an der ehemaligen Hauptschule Jöllenbeck sowie der Grundschulen Am Waldschlösschen und Dreeker Heide genutzt. Im Stadtteil Schildesche nutzt der Verein die Sporthallen der Gesamtschule, der Gellershagenschule und der Eichendorffschule.
Im März 2008 trug der Bundesligist HSG Nordhorn ein Viertelfinalspiel im EHF-Pokal gegen den ukrainischen Verein Portowyk Juschne in der Sporthalle der Realschule Jöllenbeck aus. Die Ukrainer hatten sich aus finanziellen Gründen ihr Heimrecht von den Nordhornern abkaufen lassen. Vor 1100 Zuschauern gewannen die Nordhorner mit 39:32. Darüber hinaus war die Sporthalle der Realschule Jöllenbeck Austragungsort der Endrunde um die Bielefelder Hallen-Stadtmeisterschaft im Fußball, sowie des Internationalen Frauen-Hallenfußball-Turniers, welches der TuS Jöllenbeck von 1977 bis 2018 austrug.

## Persönlichkeiten

### Spieler
- Michael Boy, wurde Zweitligaspieler
- Kai Brink, wurde Zweitligaspieler
- Ralf Bruelheide, wurde Bundesligaspieler
- Johnny Dähne, wurde Zweitligaspieler
- Nils Dresrüsse, wurde Nationalspieler
- Guido Klöpper, wurde Zweitligaspieler
- Alexander Koke, wurde Bundesligaspieler
- Fabian Kunze, wurde Fußballprofi bei Arminia Bielefeld[22]
- Jörg-Uwe Lütt, zuvor Nationalspieler
- Marco Steffen, war Zweitligaspieler
- Pascal Welge, zuvor Bundesligaspieler
- Tim Roman Wieling, wurde Bundesligaspieler

### Trainer
- Jörg Harke, zuvor Bundesligaspieler
- Pierre Limberg, zuvor Bundesligaspieler
- Heiko Ruwe, zuvor Zweitligaspieler
- Walter Schubert, zuvor Nationalspieler